# موزه احمد شوقی

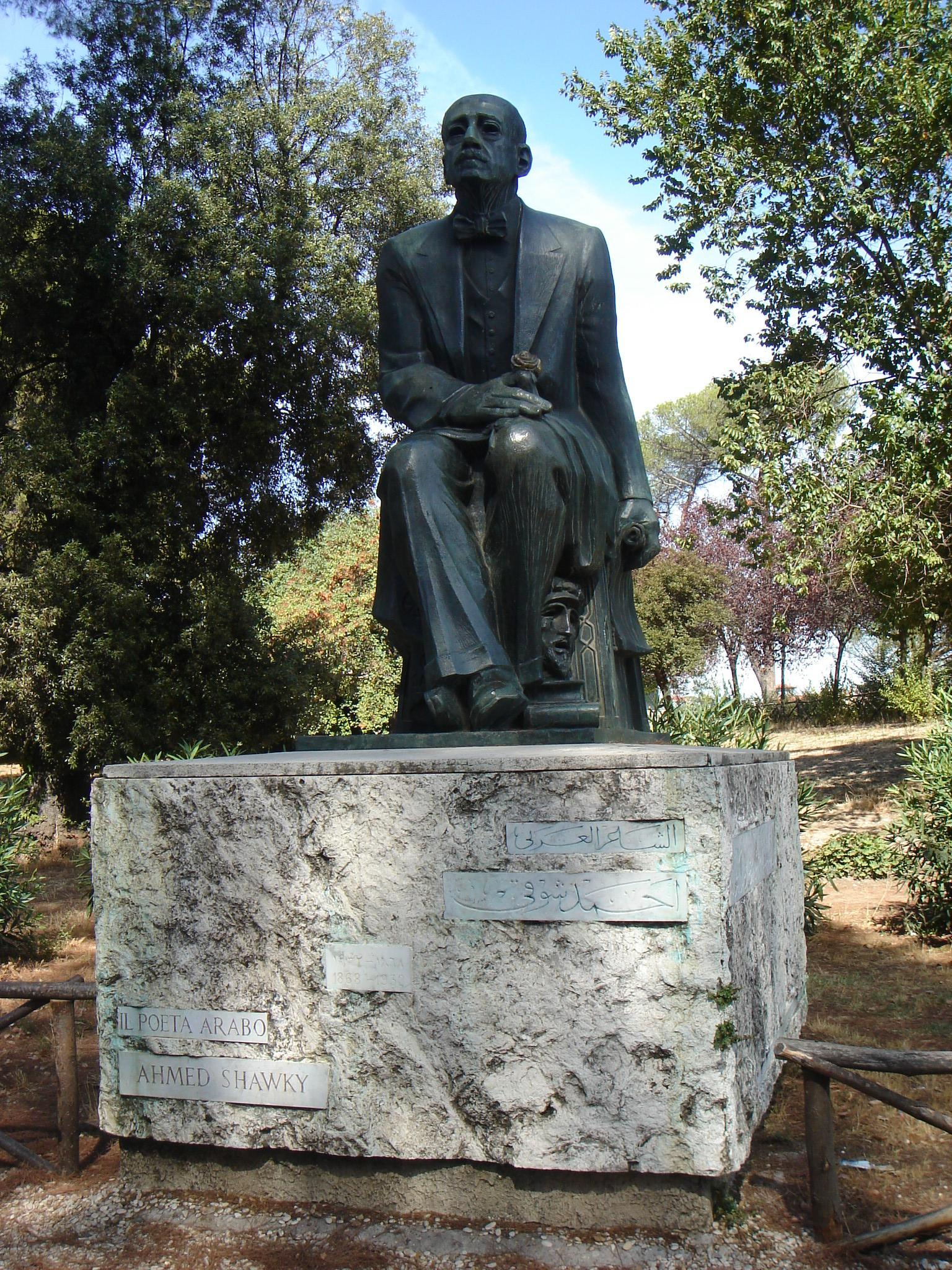
بنای یادبود احمد شوقی در ویلا بورگسه، رم، ایتالیا

موزه احمد شوقی (انگلیسی: Ahmed Shawki Museum) در نیل کرنیش در جیزه، مصر واقع شده‌است. این موزه یک خانه نویسنده است که به افتخار «شاهزاده شاعران»، شاعر مصری احمد شوقی نامگذاری شده‌است. وی تا زمان تبعید در مطریه، قاهره، در نزدیکی کاخ خدیو عباس حلمی دوم زندگی کرد.
وی پس از بازگشت به مصر خانه جدیدی را در جیزه بنام «کارما ابن هانی» بنا کرد. این خانه بعداً به «موزه احمد شوقی» تبدیل شد.
ساختمان سفید این خانه با یک باغ بزرگ از چهار سو محاصره شده‌است. این موزه به‌طور رسمی در ۱۷ ژوئن ۱۹۷۷ افتتاح شد. در باغ موزه مجسمه برنزی بزرگی از شاعر توسط هنرمند مصری جمال سیگینی ساخته شده‌است. از این مجسمه در پنجاهمین سالگرد درگذشت شاعر رونمایی شد. همچنین دولت ایتالیا در سال ۱۹۶۲ دستور قرار دادن مجسمه شاعر احمد شاوی در باغ‌های ویلا بورگسه، یکی از معروف‌ترین و بزرگترین باغ‌های رم، به عنوان یک هنرمند بین‌المللی را داد. مراسم تحلیف با حضور وزیران فرهنگ مصر و ایتالیا، شهردار رم و شماری از هنرمندان، شاعران و نویسندگان عرب برگزار شد.
در طبقه همکف موزه سمت محمد عبدالوهاب کتابخانه احمد شوقی قرار دارد؛ که علاوه بر نسخه‌های خطی اشعار وی که شامل ۳۳۲ جلد کتاب است آثاری که به خواننده و آهنگساز محمد عبدالوهاب که توسط احمد شوقی به جامعه هنری اهدا شده‌است قرار دارد. همچنین یک کتابخانه صوتی با تکنولوژی پیشرفته در این موزه وجود دارد که ضبط‌هایی از اجرای موسیقی عبدالوهاب با حضور احمد شوقی دارد.
طبقه بالا شامل اتاق خواب وی و همسرش خدیجه شاهین است. در اتاق دیگری در طبقه بالا بیش از ۷۵۰ نسخه خطی و پیش نویس آثار شاعر و مجموعه‌ای از نقاشی‌های روغنی، آثار باستانی و تصاویر مربوط به زندگی احمد شاکی وجود دارد.
اتاق دیگری نیز حاوی تعدادی جوایز، تزئینات، گواهی تقدیر و هدایای دریافت شده توسط شاعر فقید است.

## نگارخانه

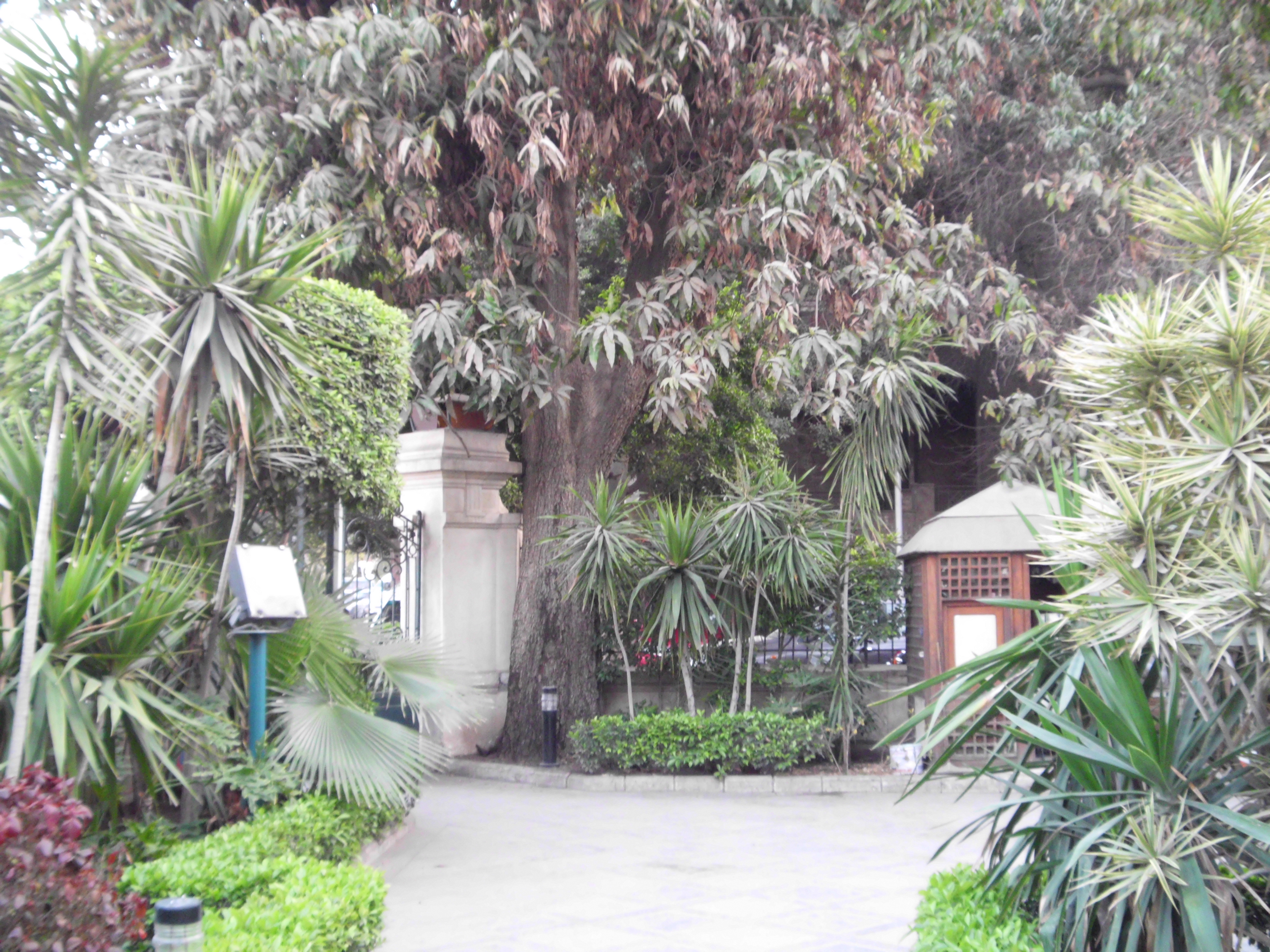
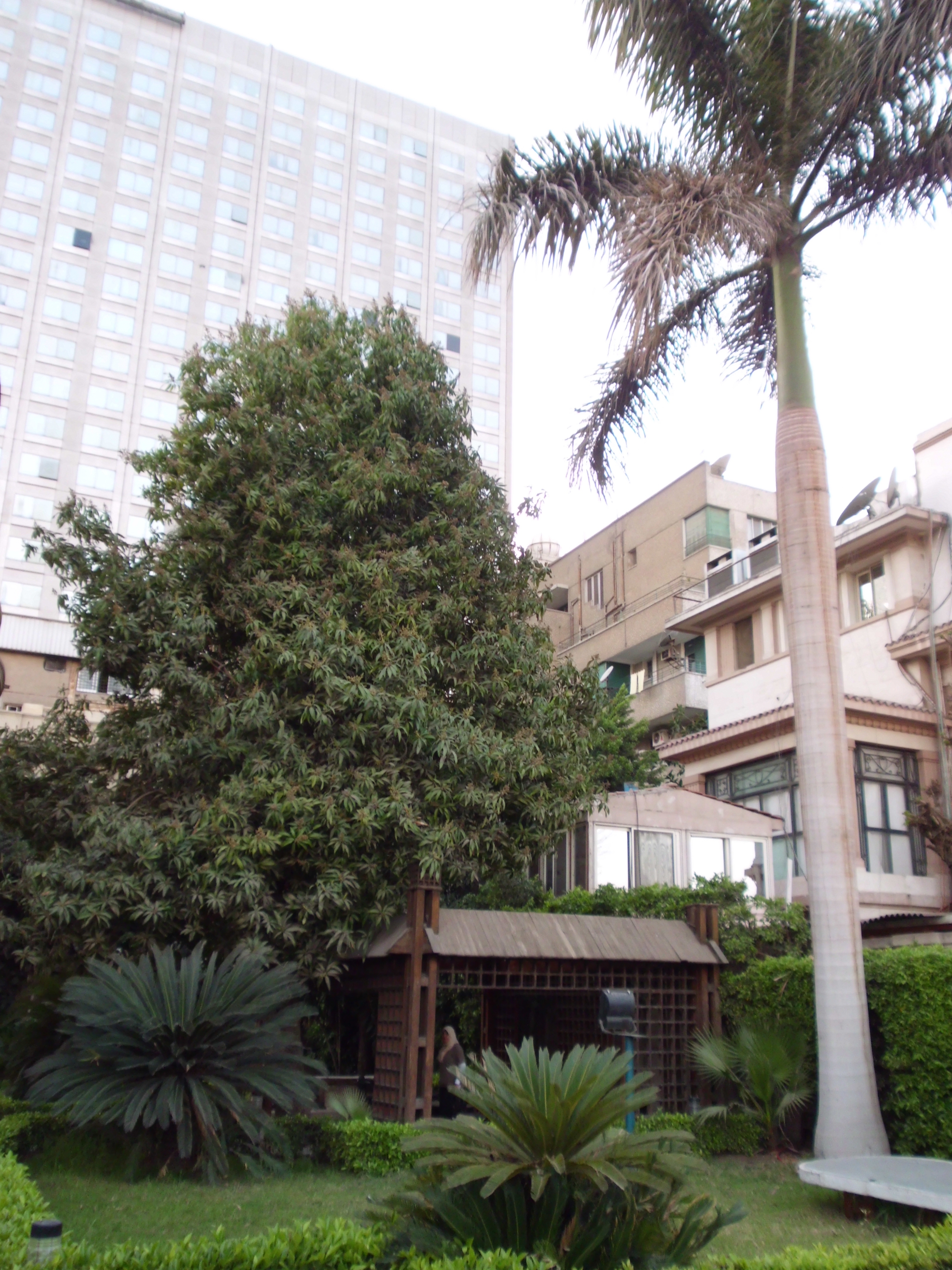
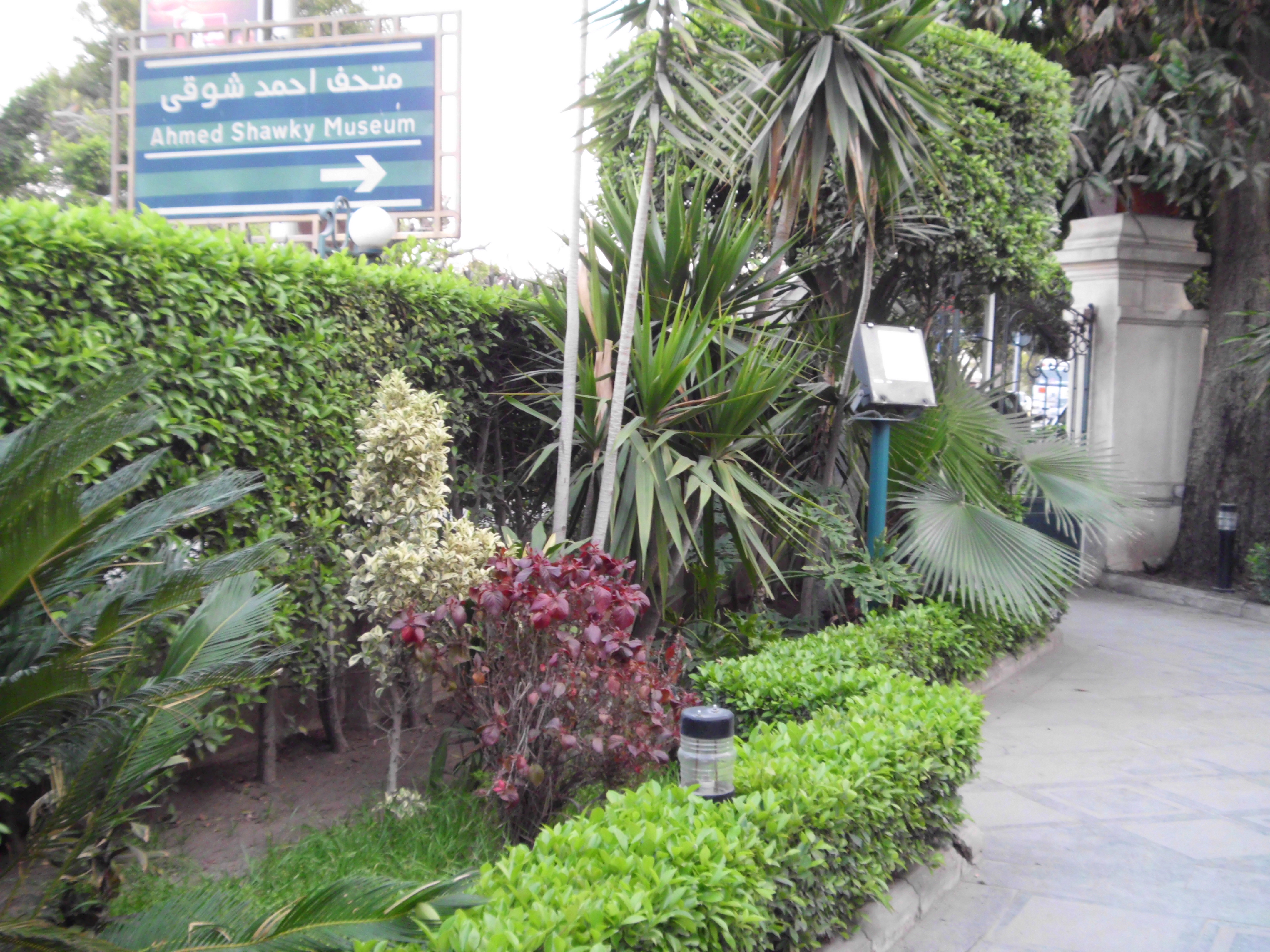
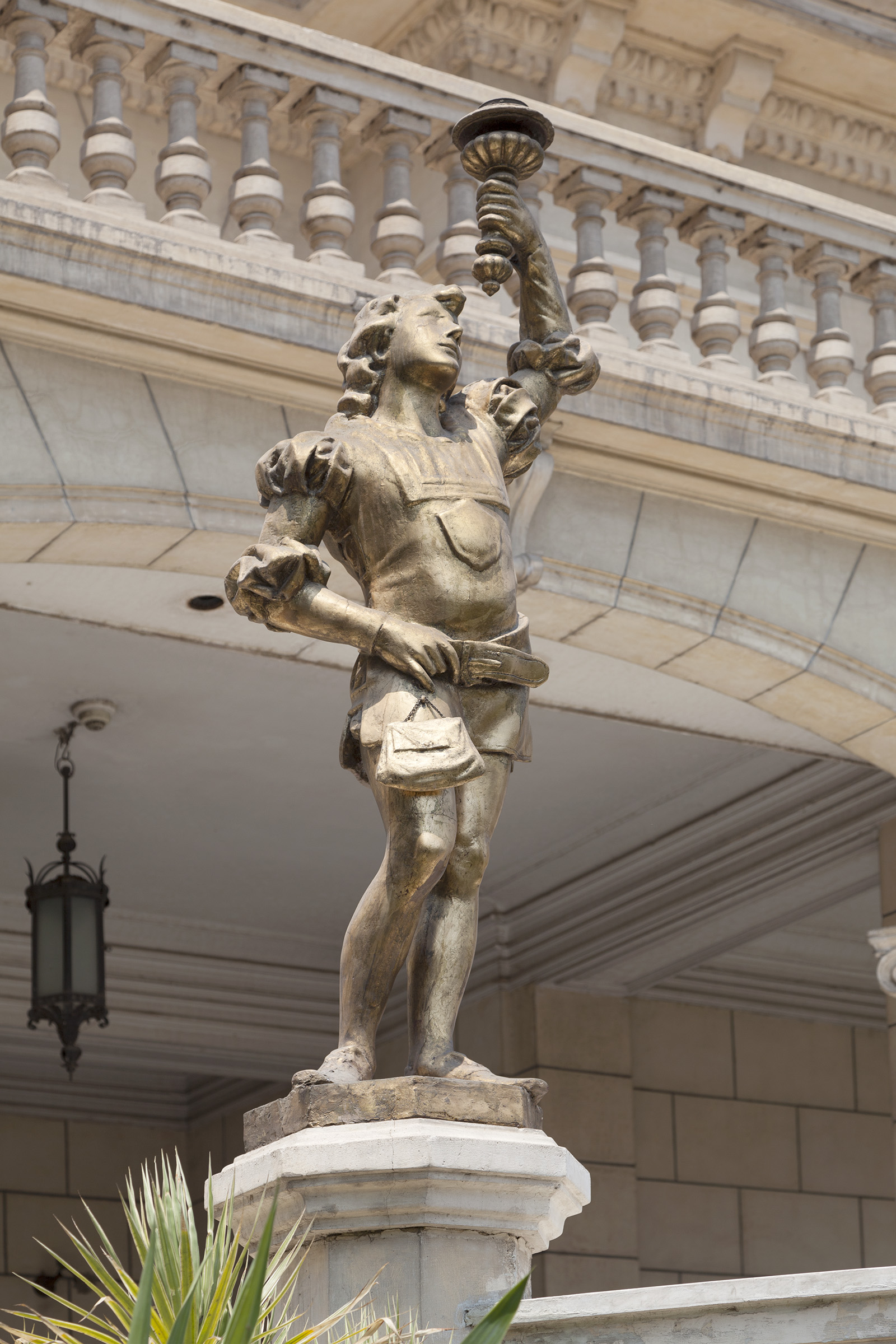
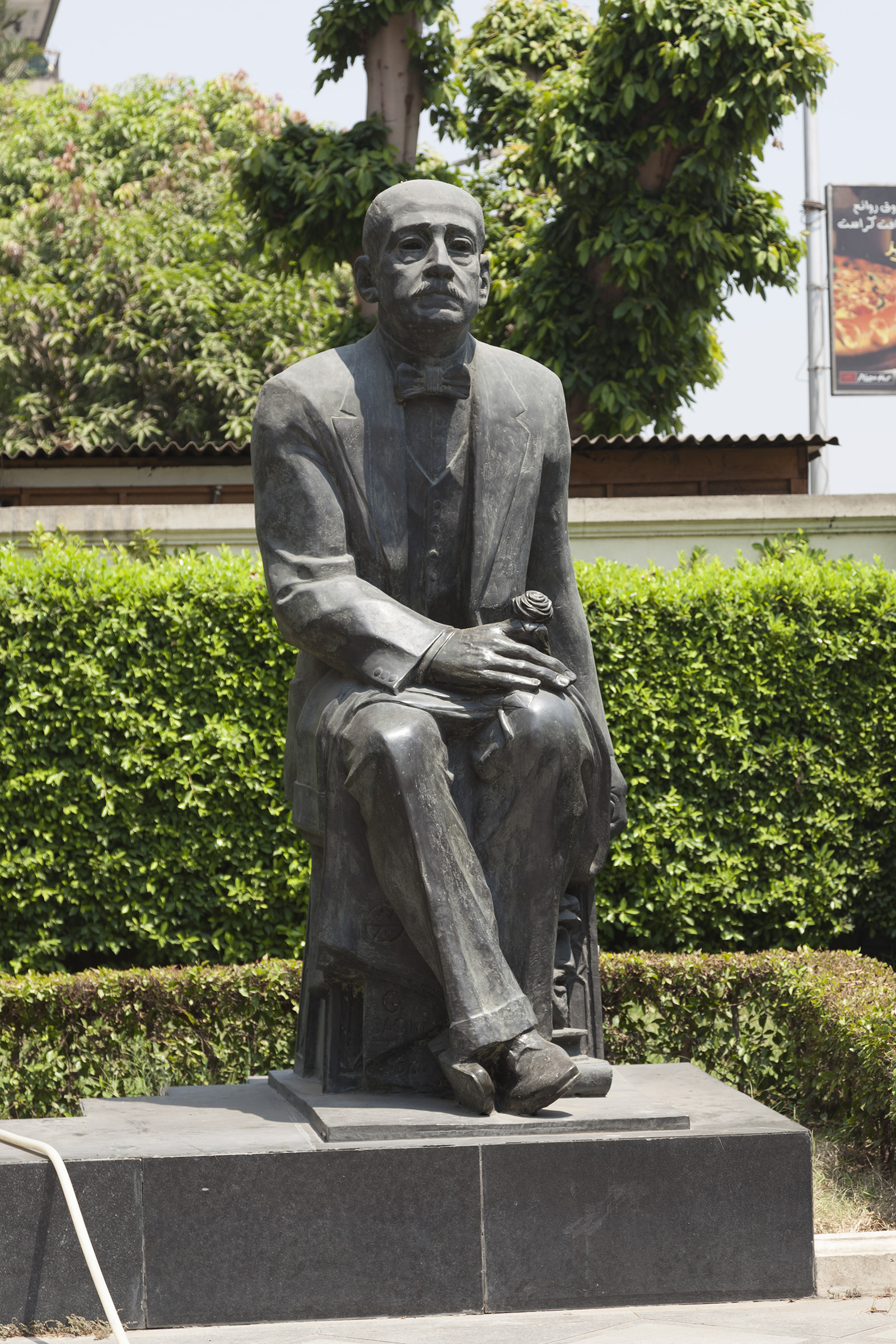
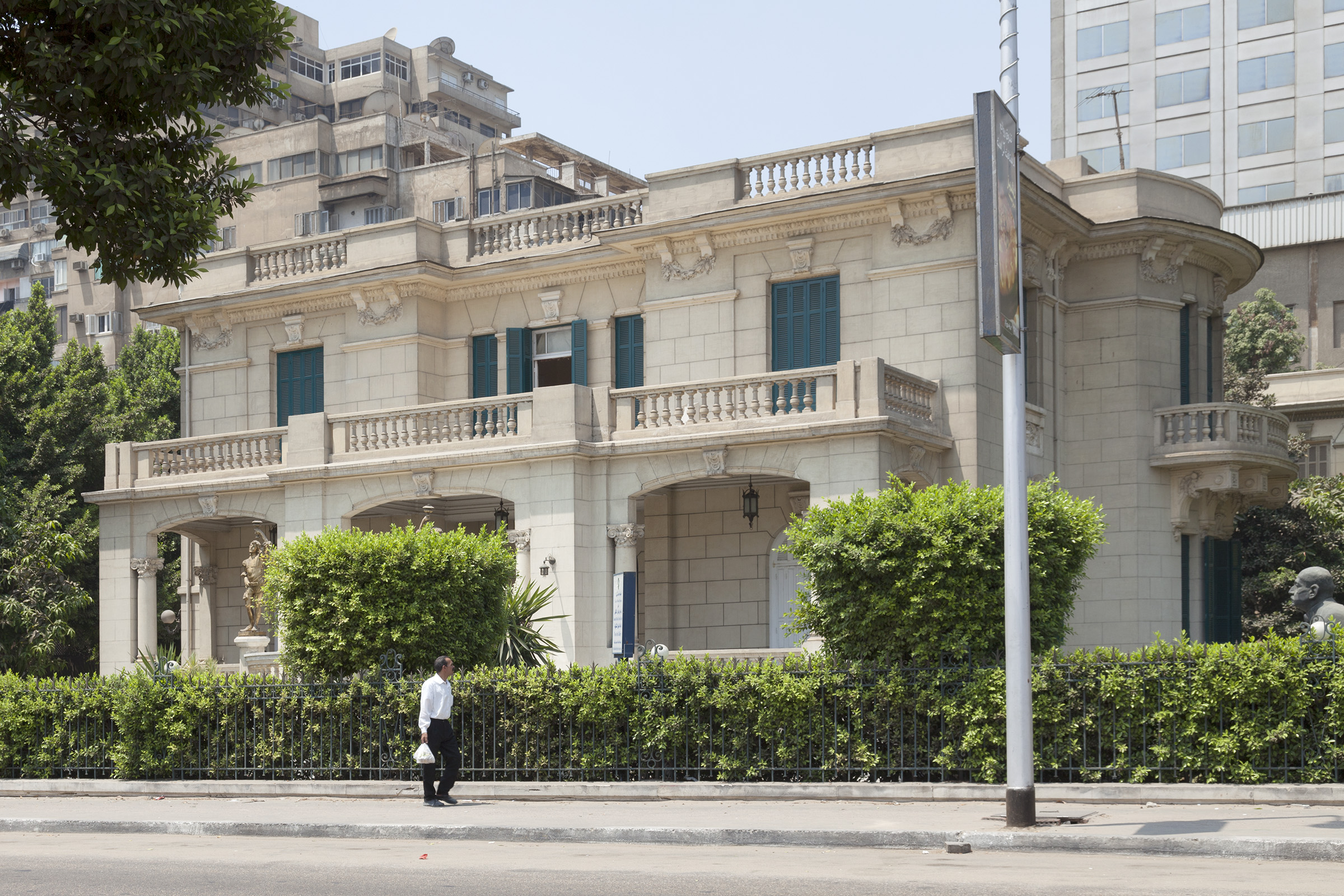